# Феста светог Влаха
Феста светог Влаха (прослава светог Власија) је УНЕСКО - ва нематеријална светска баштина у Хрватској која, поводом прославе његова дана 3. фебруара, траје у континуитету од 972. године. до данас. Темељи се на легенди о појављивању светога Влаха који је помогао Дубровчанима у одбрани од Млечана. У Фесту се масовно укључују становници града, околине, али и неких других крајева Хрватске и околних земаља, представници државних и локалних власти те представници Римокатоличке цркве. 
 „Осим духовног значаја Феста нарочито обликује друштвене односе и правила као и квалитет власти. Феста као израз поштовања свеца обележила је читав културни, а делом и природни простор Града и околине, те кроз учествовање појединаца и група из других места у земљи као и оних из околних земаља подстиче међукултурни дијалог. ".

## Опис
Феста св. Влаха је био празник свих становника Дубровачке републике. Како би се омогућило учешће свима, уведена је тзв. Слобоштина Св. Влаха, период кад је сваки прекршилац, кажњеник и изгнаник могао 2 дана пре и два дана после празника слободно да дође у град, а да га нико није смео позвати на одговорност (та се слобоштина касније проширила на 7 дана пре и 7 дана после празника).
За одмор је читава Република хрлила у град - ко није могао да иде, славио је код куће, са својим црквеним барјацима и у народној ношњи, да се своме свецу поклони и помоли, да му захвали за заштиту у прошлости и препоручи себе и своје за убудуће. У процесији бискупи свештеници носе мошти св. Влаха док верници са поштовањем љубе длан и додирују реликвије у молитвама за себе и свој град. Феста укључује многе облике људске креативности, од народних обичаја и песама до традиционалног оружја, тромбуна, које се прави посебно за фесту и којим се пуца током фесте и других важнијих догађаја. По завршетку процесије одлазе барјактари са својим барјацима у своја села да пренесу благослов парца свима који на тај дан нису могли у Град. Феста се током векова мењала па ју је свака генерација благо прилагодила како би унела своје идеје и учинила је савременом.
Хрватска пошта 2012. године је издала поштанску марку са сликом реликвије руке св. Влаха поводом додавања Фесте на списак нематеријалне културне баштине при Унескоа.